# Sylwia Grzeszczak

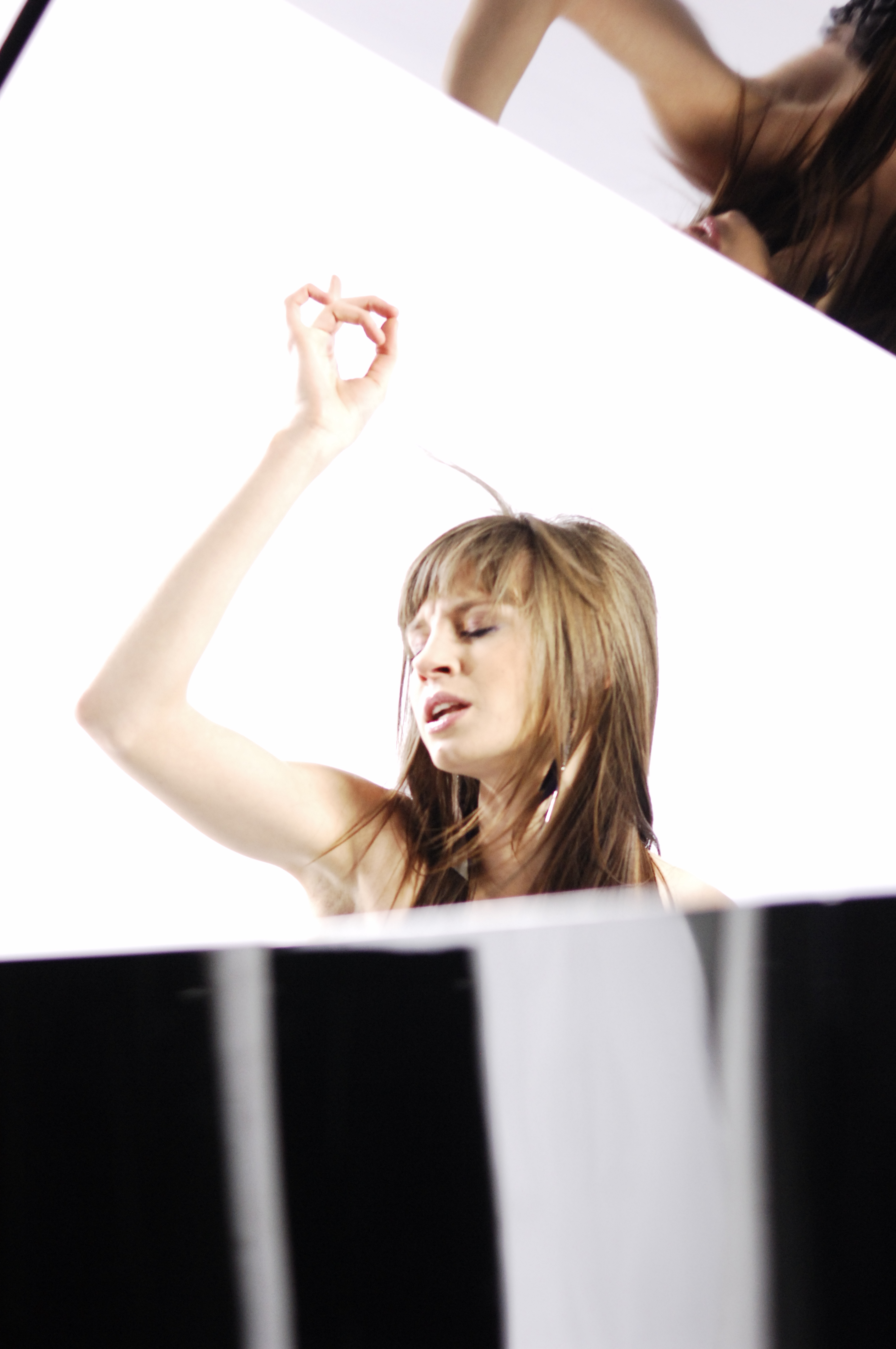
Sylwia Grzeszczak.

Sylwia Karolina Grzeszczak (Poznań, Polonia, 7 de abril de 1989) es una cantautora polaca, ganadora de la versión en su país de Pop Idol y contratada actualmente por EMI Music Poland.

## Discografía

### Álbumes
| Título               | Detalles | Posición en las listas | Certificados        |
| Título               | Detalles | POL                    | Certificados        |
| -------------------- | --- | ---------------------- | ------------------- |
| Ona i On (ft. Liber) | - Lanzamiento: 21 de noviembre de 2008 - Discográfica: My Music/Universal Music Poland - Formatos: CD, descarga digital | 27                     |                     |
| Sen o przyszłości    | - Released: 11 de octubre de 2011 - Label: Gorgo Music/Pomaton EMI - Formats: CD, descarga digital                      | 1                      | - ZPAV: 2× Platinum |
| Komponując siebie    | - Released: 11 de junio de 2013 - Label: Gorgo Music/Pomaton EMI - Formats: CD, descarga digital                        | 4                      | - ZPAV: 2× Platinum |

### Canciones
| Título                         | Año  | Posición en las listas | Álbum             |
| Título                         | Año  | POL                    | Álbum             |
| ------------------------------ | ---- | ---------------------- | ----------------- |
| "Nowe szanse" (with Liber)     | 2008 | —                      | Ona i On          |
| "Co z nami będzie" (ft. Liber) | 2008 | —                      | Ona i On          |
| "Mijamy się" (ft. Liber)       | 2009 | —                      | Ona i On          |
| "Małe rzeczy"                  | 2011 | 1                      | Sen o przyszłości |
| "Sen o przyszłości"            | 2011 | 1                      | Sen o przyszłości |
| "Karuzela"                     | 2012 | 2                      | Sen o przyszłości |
| "Flirt"                        | 2013 | 3                      | Komponując siebie |
| "Pożyczony"                    | 2013 | 1                      | Komponując siebie |
| "Księżniczka"                  | 2013 | 1                      | Komponując siebie |
| "Nowy ty, nowa ja"             | 2014 | 7                      | Komponując siebie |